# Kasha Jacqueline Nabagesera

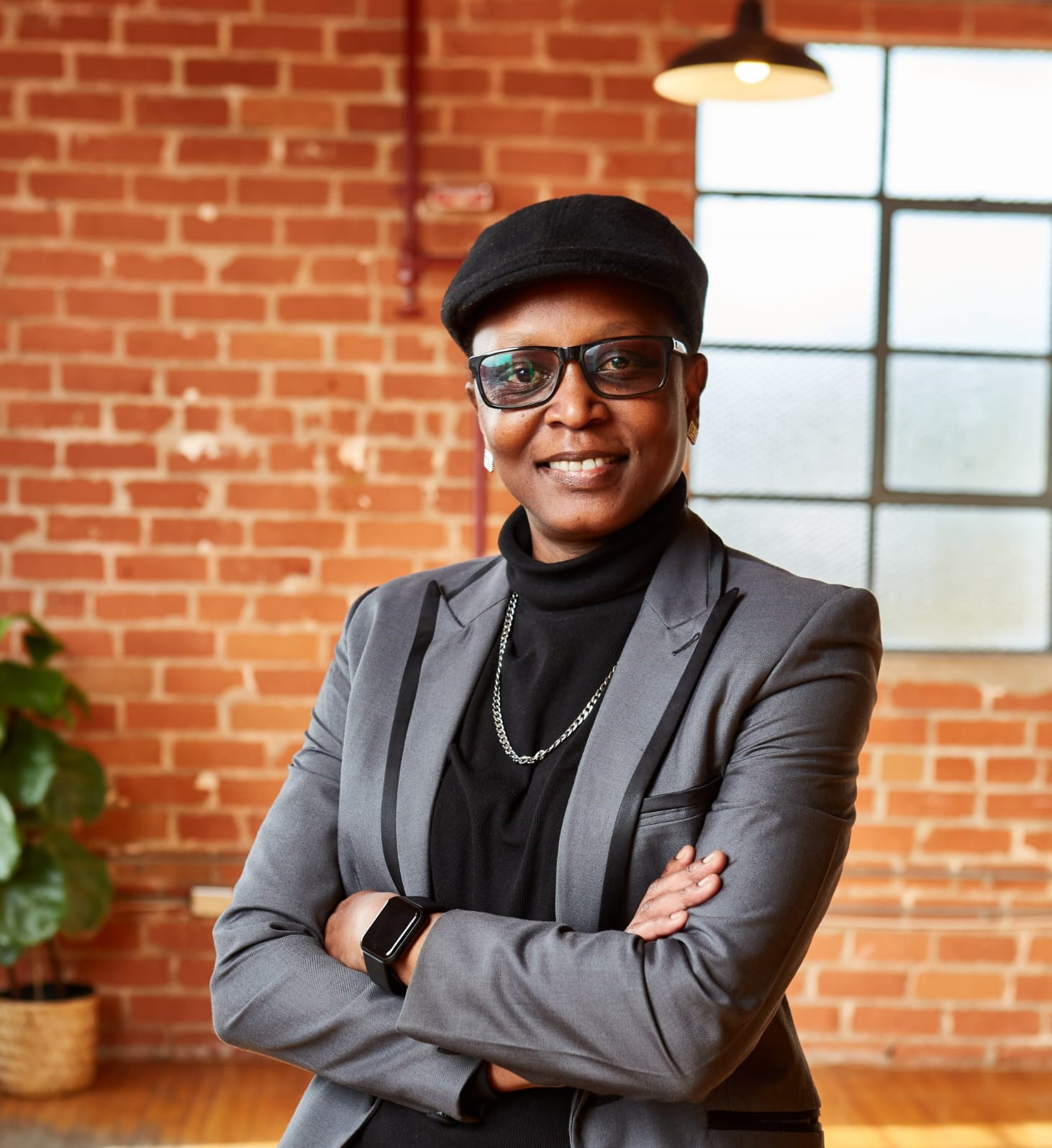
Kasha Jacqueline Nabagesera beim WorldPride Kongress in Madrid 2017

Kasha Jacqueline Nabagesera (* 1980) ist eine ugandische Menschenrechtsaktivistin. Sie ist Mitbegründerin von Freedom and Roam Uganda (FARUG), einer seit 2003 bestehenden Organisation, die sich für eine Verbesserung der Situation von lesbischen und bisexuellen Frauen, Transgender und Intersex-Personen (LBTI) im Lande einsetzt und deren Leitung Nabagesera von der Gründung bis zum Juni 2013 innehatte.

## Leben
Im Oktober 2010 veröffentlichte die ugandische Zeitung Rolling Stone Fotos verschiedener Personen mit dem Vermerk, diese seien homosexuell, und rief zur Tötung auf. Darunter war auch der Menschenrechtsaktivist David Kato. Dieser wurde sodann im Januar 2011 ermordet. Auch Nabagesera wurde in der Zeitung benannt.
Im Jahr 2011 waren homosexuelle Handlungen in 37 afrikanischen Ländern illegal. In der Bevölkerung herrscht vielfach eine Homosexuellen gegenüber feindliche Stimmung. Angefeuert wird diese insbesondere von christlichen Predigern, die von klerikalen Verbänden aus den Vereinigten Staaten finanziert werden, sowie von muslimischen Predigern. Auch ist Homosexualität in Uganda – Nabageseras Heimatland – illegal und kann mit langer Haft bestraft werden. Im Jahr 2011 wurde sogar eine Verschärfung der Bestrafung Homosexueller in Uganda diskutiert.
Nabagesera engagiert sich öffentlich für die Rechte Homosexueller, z. B. in Radiosendungen. Aufgrund ihres Engagements und der damit verbundenen Bedrohung ist Nabagesera gezwungen, ihren Aufenthaltsort häufig zu wechseln.

## Auszeichnungen
- Mai 2011, Genf: Martin Ennals Award[6]
- 2013: Internationaler Nürnberger Menschenrechtspreis[7]
  - Zivilcouragepreis des CSD Berlin[8]
- Oktober 2015 (Übergabe am 30. November 2015 in Stockholm): Right Livelihood Award („Alternativer Nobelpreis“, zusammen mit dem italienischen Chirurgen und Friedensaktivisten Gino Strada, der kanadischen Inuit-Aktivistin Sheila Watt-Cloutier und dem Volk der Marshallinseln und seinem Außenminister Tony de Brum)[9]